# Termy Konstantyna

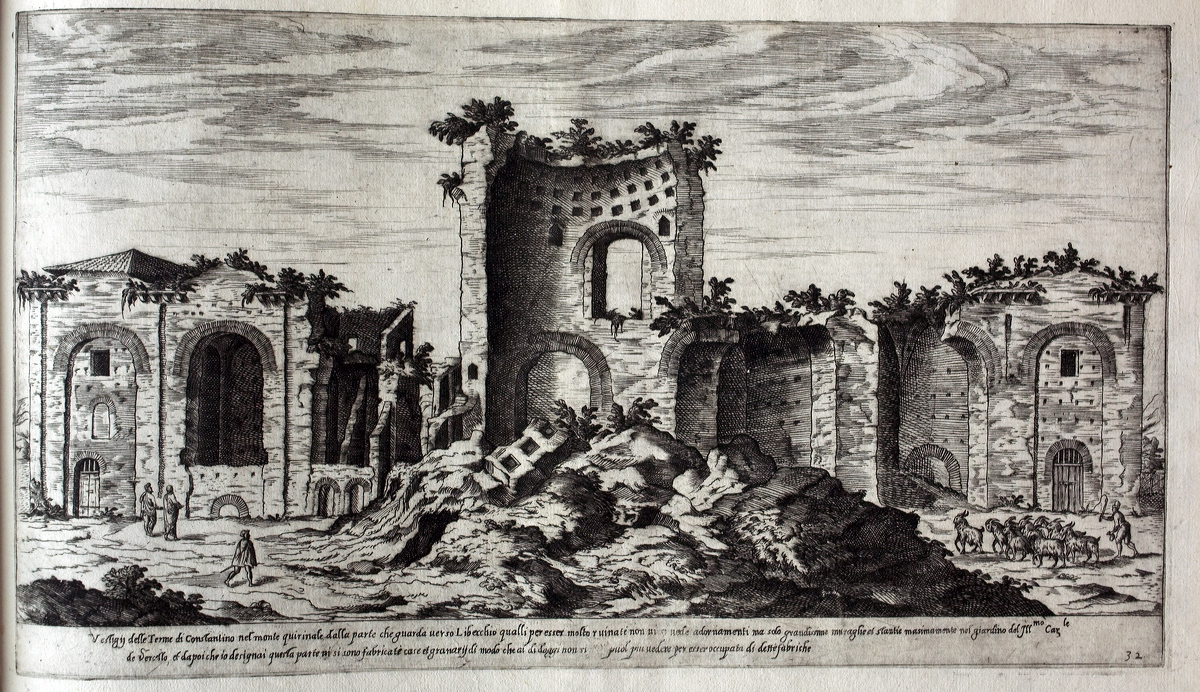
Ruiny Term Konstantyna na rycinie z 1575 r.

Termy Konstantyna (łac. Thermae Constantinae; wł. Terme di Costantino) – nieistniejący obecnie kompleks łaźni publicznych, znajdujący się dawniej na rzymskim Kwirynale, w pobliżu Hal Trajana.
Oddane do użytku ok. 315 roku, były ostatnimi termami wzniesionymi w starożytnym Rzymie. Ich budowę rozpoczął przypuszczalnie jeszcze Maksencjusz. Wzorowane architektonicznie na wcześniejszych budowlach tego typu, zorientowane wzdłuż osi północ-południe termy posiadały grube betonowe mury okładane cegłą oraz sklepienie z licznymi kopułami. W roku 443 prefekt miasta Rzymu Petronius Perpenna Magnus Quadratianus dokonał renowacji budowli.
Rozległe ruiny term zachowały się do XVI wieku. Wtedy to też wykonano ich szkice i plany, dzięki którym znany jest dziś pierwotny kształt budynku. W latach 70. XVI wieku rozebrano pozostałości północnej eksedry, by zrobić miejsce pod budowę Palazzo della Consulta. Pozostałą część ruin wyburzono w latach 1605–1621, podczas budowy Palazzo Pallavicini-Rospigliosi.
W trakcie przeprowadzonych w XIX i XX wieku prac archeologicznych na terenie dawnych term odkopano zdobiące je niegdyś rzeźby, m.in. pomniki Konstantyna Wielkiego i jego syna Konstancjusza, posągi Dioskurów oraz rzeźbę odpoczywającego boksera i tzw. władcy hellenistycznego.